# Beniamin Turbiner
Beniamin Turbiner (ur. 9 maja 1908, zm. 31 lipca 1997 w Dzierżoniowie) – polski działacz społeczności żydowskiej, wieloletni przewodniczący Kongregacji Wyznania Mojżeszowego w Dzierżoniowie, ostatni rzezak urodzony w przedwojennej Polsce.
Pochowany jest na nowym cmentarzu żydowskim przy ulicy Lotniczej we Wrocławiu.